# Chapelle-Mémorial Kongolo de Gentinnes
La Chapelle-Mémorial Kongolo, sise à Gentinnes (commune de Chastre), dans le Brabant-Wallon (Belgique) fut érigée en 1967 en souvenir des missionnaires (catholiques et protestants) qui perdirent la vie lors des graves troubles qui suivirent l'indépendance du Congo (1962-1964). De style agréablement moderne, elle recense 217 noms sur son mur de façade.

## Centre spiritain

### Collège apostolique
Les spiritains français (Congrégation du Saint-Esprit), expulsés de France par les lois Combes de 1901, cherchèrent refuge en Belgique pour leurs écoles apostoliques. En 1903 ils acquirent le manoir que possédait à Gentinnes un ami anversois des religieux (Mr Wégimont), et y installèrent leurs élèves venant de leurs collèges de Merville et Cellule. Ils sont 104 élèves internes pour 4 classes terminales en 1914. L’enseignement se fait dans une perspective de vocation apostolique et missionnaire. En 1919 les spiritains français rentrent dans leur pays et le collège est repris par les spiritains belges.

### Collège secondaire
En 1945 le collège fait partie de l’enseignement secondaire (gréco-latin) et prend de l’extension comme internat. De nouvelles constructions (classes, salles d’études, chambrettes) sont ajoutées au fil des années. Cependant la chute des vocations missionnaires et la baisse de la demande pour l’enseignement classique gréco-latin obligent le collège à fermer ses portes en 1969.

### Centre d’animation spirituelle et missionnaire
La reconversion des bâtiments en centre d’accueil se fait rapidement et dès septembre 1969 le centre reçoit des groupes scolaires en retraite, des pèlerins au mémorial Kongolo, des séminaires de renouvellement pastoral ou spirituel. Un petit musée missionnaire y est ouvert. Animation et restauration sont assurées. 

## Mémorial Kongolo

### L’événement: le massacre deKongolo
Fin décembre 1961 les soldats de l’armée nationale congolaise reprennent la ville de Kongolo aux gendarmes katangais. Les missionnaires spiritains qui dirigeaient le petit séminaire de la ville sont arrêtés le 31 décembre et 19 d’entre eux passés par les armes le jour de l’an, 1er janvier 1962, car soupçonnés d’être en faveur de Moise Tshombe et de l’indépendance du Katanga. Le massacre créa une grande émotion en Belgique (dont la plupart des spiritains étaient originaires). Le 25 janvier 1962, des funérailles nationales furent célébrées dans la cathédrale Saint-Michel-et-Gudule en présence du Prince Albert et des plus hautes autorités du pays.

### Le projet de chapelle-mémorial
L’année suivante, au service anniversaire, seuls des spiritains et les familles des missionnaires assassinés étaient présents. Étaient-ils déjà oubliés? L’idée germa alors de faire quelque chose pour perpétuer la mémoire de leur sacrifice. Comme 9 des 19 spiritains assassinés étaient anciens élèves du collège de Gentinnes, il fut décidé de construire une chapelle-mémorial à l’entrée de la propriété du collège. En mûrissant le projet s’élargit et devint œcuménique. La chapelle rappellera non seulement le massacre de Kongolo mais également tous les missionnaires qui perdirent leur vie lors des troubles qui suivirent l'indépendance du Congo (1962-1964) : catholiques et protestants, prêtres, religieux, religieuses et laïcs, européens, américains et africains. Cela fait finalement 217 noms…

### Conception et construction

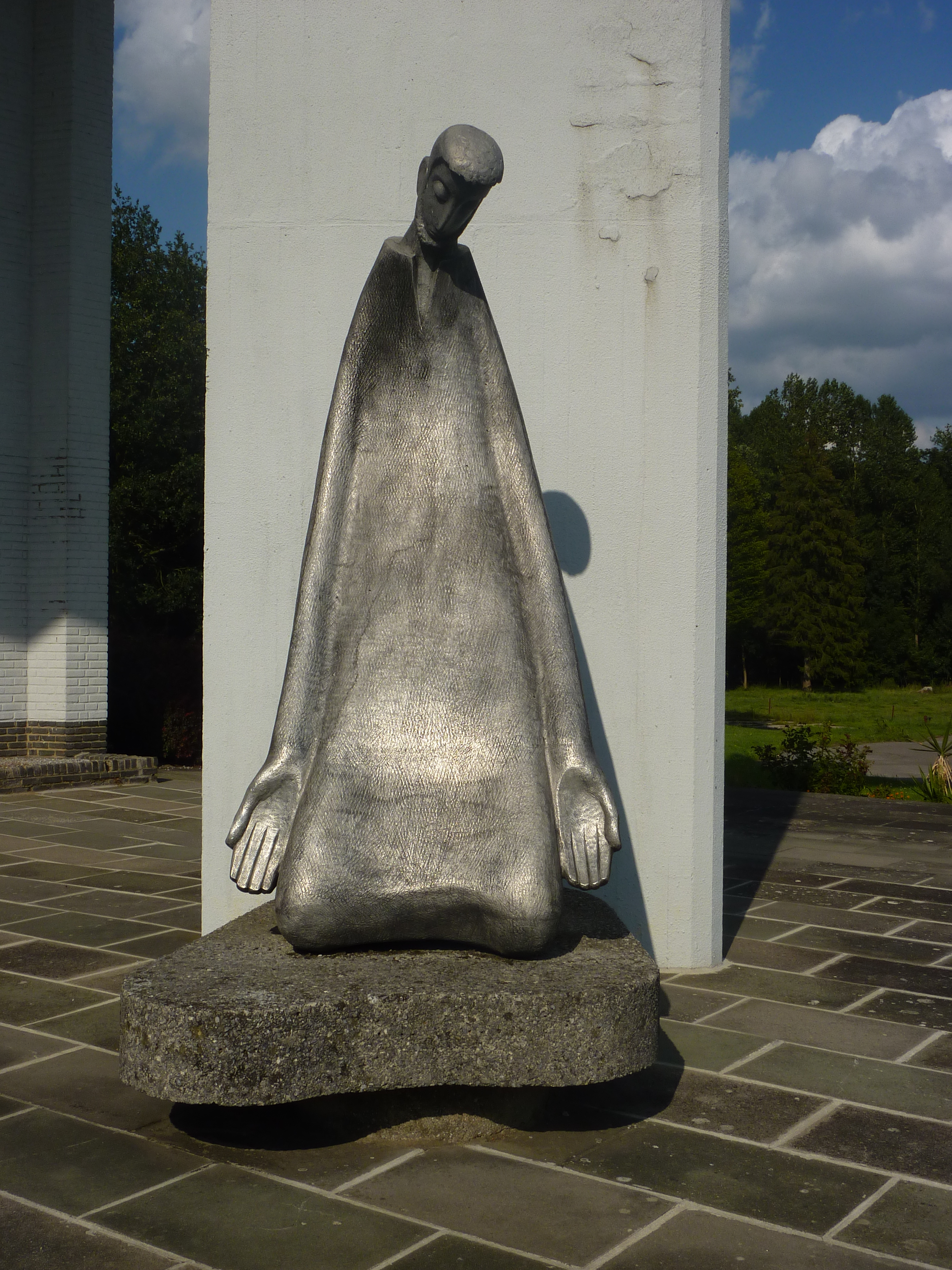
Statue de missionnaire en prière, à l'entrée de la chapelle du mémorial

Une souscription publique est ouverte. Le mémorial sera national. Le gouvernement belge y contribue, de même que l’épiscopat, des personnalités et de très nombreuses personnes anonymes.  La conception architecturale de la chapelle est confiée à l’architecte Jeandrain de Gembloux, les vitraux sont de Yves Dehais, la statue du missionnaire est de Raf Mailleux (nl) de Genk. Le style du bâtiment est résolument élancé et moderne, ouvert et lumineux.  Le mémorial n’est pas ‘funèbre’. Le Christ en gloire sur la croix (crucifix principal), la statue du missionnaire comme ‘orant’ (avec le verset Mors in nobis operatur vita autem in vobis: 2Cor4:11), la Vierge offrant son enfant-Jésus au monde, autant que tout l’agencement général des lieux portent à l’espoir et à la résurrection.  Les 217 noms inscrits en lettres de bronze sur le mur de façade forment ensemble l’image d’un œuf : autre symbole de vie.

### Inauguration
La chapelle est inaugurée et consacrée le 7 mai 1967 en présence du roi Baudouin et de la reine Fabiola et d’un grand concours de foule. La chapelle-mémorial Kongolo est aujourd’hui un des lieux touristiques et de pèlerinages les plus fréquentés du Brabant-Wallon.  Le centre d’animation spirituelle qu’est devenu l’ancien collège spiritain offre l’infrastructure nécessaire (parking, parc, petite restauration et surtout un cadre de silence et recueillement) à la réception des visiteurs.